# Roy Andries De Groot
El Barón Roy Andries de Groot (21 de febrero de 1910 – 16 de septiembre de 1983) fue un escritor culinario y crítico de vino estadounidense de origen británico.

## Vida y obra
Nació en Londres, hijo de un artista holandés y de una noble francesa. Fue educado en la St Paul's School y en la Universidad de Oxford.
Durante la década de 1930, de Groot trabajó como redactor de noticias y articulista, guionista y director cinematográfico. Cuando estalló la Segunda Guerra Mundial, se unió al Ministerio Británico de Información y trabajó para la BBC, donde, durante el Blitz de la aviación alemana sobre Londres, sufrió daños en los ojos que le dejarían totalmente ciego 20 años después.
De Groot emigró a los Estados Unidos en 1941 y trabajó para el Departamento de Estado de los Estados Unidos. Según su obituario en el New York Times, de Groot renunció a su título holandés en 1945, cuándo se convirtió en ciudadano estadounidense.
En 1948 se casó con la actriz británica Katherine Hynes. Vivieron en una casa en Bleecker Street (Greenwich Village, Nueva York) con su perro lazarillo, Atena. De sus tres hijas, la más joven fue dada en adopción,[cita necesitada] mientras que las dos hijas mayores, Fiona y Christina, vivieron con sus padres.
Cuando su visión falló, cambió su carrera en los años sesenta y se dedicó a la escritura culinaria, algo que podía hacer con sus sentidos restantes. Escribió para Esquire, Ladies Home Journal, Playboy, House Beautiful, Vintage, McCall's, Gourmet, Time y The New York Times.
Su libro de recetas "Recipes from The Auberge of the Flowering Hearth" (Auberge de l'Atre Fleuri) publicado en 1973 es un clásico en su campo. Es el relato de cómo de Groot fue a Francia para averiguar la historia del licor Chartreuse. Entre tanto,  descubre el mundo de dos mujeres que cocinan al ritmo de las estaciones del año, convertido en el foco del libro. Posteriormente se trasladó con su mujer, Kathryn, y su perro lazarillo Nusta, al Westbeth Artists' Colony en Greenwich Village.
De Groot se suicidó de un disparo, según se dice a raíz de una depresión causada por sus problemas de salud. Su mujer murió a la edad de 88 años el 27 de marzo de 1993.

## Cita
"El 'matrimonio perfecto' de la comida y el vino tendría que dejar lugar a la infidelidad".